# SocialEngine
SocialEngine — система управления содержимым, написанная на PHP и предназначенная для создания социальной сети. Основные возможности включают управление небольшими по масштабам социальными сетями, возможности настройки, незашифрованный код, многоязычность, плагины и виджеты. Существует целый ряд шаблонов и дополнений для расширения основных возможностей ядра SocialEngine.
SocialEngine написана на языке PHP и использует базу данных MySQL. Помимо этого для работы необходимо наличие на веб-сервере установленной библиотеки GD и mod_rewrite.

## Распространение
Система доступна в двух вариантах: бесплатная демо-версия и платная лицензионная версия. Однако бесплатная версия содержит ряд ограничений, в частности, срок на её использование составляет только 30 дней. Также демо-версия обладает закрытым исходным кодом и отсутствием обновлений.
В свою очередь платная версия предлагает несколько вариантов: Starter, Professional и Advanced.

## Текущее развитие
SocialEngine версия 4.0 вышла в 2010 году и построена на совершенно другой архитектуре по сравнению с предыдущими версиями. Четвертая версия использует Zend Framework, он обеспечивает масштабируемость и большой набор новых функций. Главными нововведениями в SocialEngine можно признать систему монетизации  и простой менеджер пакетов .
В версии 4.9 добавлена тема Insignia с отзывчивым интерфейсом в 6 цветовых вариациях, вертикальное главное меню, а в 4.9.1 и поддержка иконок font-awesome. Также в списке изменений версии 4.9 упоминается обновленная Google reCaptcha, поддержка Redis, несколько новых виджетов, обновленный TinyMCE и многое другое.

## Модульность

### Официальные плагины
Webligo Developments предлагает различные плагины для расширения функциональности SocialEngine, есть блоги, фотоальбомы, группы, обмен музыкой, обмен видео, чаты (служба мгновенных сообщений), события, опросы, форумы.

### Сторонние плагины
Сторонние компании, такие как SocialEngine Mobi, KEENONWEB, SEplugins, SocialEngineMods, Hire-Experts, Social Engine Market, Radcodes,  WebHive, OpenCrypt, iExperts, SocialEngineZzz,,Cogzidel Technologies, и многие другие предлагают модульные дополнения для внедрения новых функциональных возможностей. Существует такие дополнительные возможности:
- OpenID авторизация
- Подписки
- Общий доступ к файлам
- Языковые пакеты для многоязычной поддержки
- Игры
- Поиск
- Иконки
- Каталог
- Плагин для добавления рекламы
- Вопросы и ответы
- Опросники
- Аватар, сделанный с помощью вебкамеры
- Рейтинговая система